# Atimura japonica
Atimura japonica là một loài bọ cánh cứng trong họ Cerambycidae.